# Акация двухжилковая
Акация двухжилковая (лат. Acacia binervata) — вид растений из рода Акация (Acacia) семейства Бобовые (Fabaceae).

## Ботаническое описание
Акация двухжилковая представляет собой высокий кустарник до 5 м в высоту или дерево до 15 м в высоту.
Семена растения продольные, продолговато-эллиптические, слегка блестящие, чёрные, 5 мм длиной.